# Thuisprostitutie
Thuisprostitutie (ook privéontvangst) is een vorm van prostitutie waarbij de prostituant naar een huisadres gaat waar de prostituee ontvangt. Dit adres is van tevoren gekregen, bijvoorbeeld door bemiddelingsbureaus (bladeren in fotoboeken) of na e-mailcontact op basis van een internetpagina. Enigszins te vergelijken met een bordeel maar veel huiselijker, minder professioneel en vaak tijdelijk.
Volgens een WODC-studie uit 2022 , waarin onder meer quickie.nu is onderzocht, vindt circa 22% van de seksadvertenties plaats vanuit een woning, wat wijst op een verschuiving van prostitutie in Nederland naar woninggebonden sekswerk.
De Nederlandse overheid reageert op deze verschuiving met de Wet regulering sekswerk (Wrs), die zelfstandige thuiswerkers verplicht tot een persoonsgebonden vergunning en registratie bij de gemeente.